# Premio Nébula al mejor guion

## Ganadores y otros nominados
| Año  | Ganador                                                                                         | Otros nominados |
| ---- | ----------------------------------------------------------------------------------------------- | --- |
| 2006 | El castillo ambulante de Hayao Miyazaki, Cindy Davis Hewitt y Donald H. Hewitt                  | - Batman Begins de Christopher Nolan y David S. Goyer - Doctor Who: "The Girl in the Fireplace" de Steven Moffat - Battlestar Galactica: "Unfinished Business" de Michael Taylor                                                                              |
| 2005 | Serenity de Joss Whedon                                                                         | - Battlestar Galactica de Carla Robinson, Bradley Thompson y David Weddle |
| 2004 | El Señor de los Anillos: el retorno del Rey de Fran Walsh, Philippa Boyens y Peter Jackson      | - Los increíbles de Brad Bird - El efecto mariposa de J. Mackye Gruber y Eric Bress - Eternal Sunshine of the Spotless Mind de Charlie Kaufman y Michel Gondry                                                                                                |
| 2003 | El Señor de los Anillos: las dos torres de Fran Walsh, Philippa Boyens y Peter Jackson          | - Minority Report de Scott Frank y Jon Cohen - Futurama: "Where No Fan Has Gone Before" de David A. Goodman - El viaje de Chihiro de Hayao Miyazaki, Cindy Davis Hewitt y Donald H. Hewitt - Buscando a Nemo de Andrew Stanton, Bob Peterson y David Reynolds |
| 2002 | El Señor de los Anillos: la Comunidad del Anillo de Fran Walsh, Philippa Boyens y Peter Jackson | - Shrek de Ted Elliott y Terry Rossio - The dead zone de Michael Taylor - Buffy la cazavampiros: "Once More, With Feeling" de Joss Whedon |
| 2001 | Wò hǔ cáng lóng de James Schamus, Kuo Jung Tsai y Hui-Ling Wang                                 | - O Brother, Where Art Thou? de Ethan Coen y Joel Coen - X-Men de Tom DeSanto y Bryan Singer - Buffy la cazavampiros: "The Body" de Joss Whedon |
| 2000 | Héroes fuera de órbita de David Howard y Robert Gordon                                          | - The Green Mile de Frank Darabont - La princesa Mononoke de Hayao Miyazaki & Neil Gaiman - Cómo ser John Malkovich de Charlie Kaufman - El protegido de M. Night Shyamalan - Dogma de Kevin Smith                                                            |
| 1999 | The Sixth Sense de M. Night Shyamalan                                                           | - La aritmética del diablo de Robert J. Avrech - El gigante de hierro de Brad Bird y Tim McCanlies - The Uranus Experiment: Part 2 de John Millerman - The Matrix de Larry Wachowski y Andy Wachowski                                                         |
| 1976 | Sin premios                                                                                     | - Harlan! Harlan Ellison Reads Harlan Ellison de Harlan Ellison - La fuga de Logan de David Zelag Goodman - The Man Who Fell to Earth de Paul Mayersberg |
| 1975 | El jovencito Frankenstein de Mel Brooks y Gene Wilder                                           | - Dark Star de John Carpenter y Dan O'Bannon - A Boy and His Dog de L. Q. Jones - Rollerball de William Harrison |
| 1974 | El dormilón de Woody Allen                                                                      | - Frankenstein: The True Story de Christopher Isherwood y Don Bachardy - Fantastic Planet de René Laloux y Roland Topor |
| 1973 | Cuando el destino nos alcance de Stanley R. Greenberg                                           | - Almas de metal de Michael Crichton - Steambath de Bruce Jay Friedman - Catholics de Brian Moore |

## Premio Bradbury
El premio Bradbury es el nombre oficial con el que se reconoce desde 1991 al premio Nebula de mejor guion entregado por la Asociación de Escritores de Ciencia Ficción de América (SFWA). Recibe este nombre en honor del escritor y guionista de ciencia ficción Ray Bradbury.

## Otras categorías de los premios Nébula
- Premio Nébula a la mejor novela
- Premio Nébula a la mejor novela corta
- Premio Nébula al mejor relato
- Premio Nébula al mejor relato corto

- Datos: Q644077